# 荣耀9
荣耀9是由华为公司设计和销售的智能手机，也是荣耀8的换代产品，于2017年6月12日发布。
荣耀9以3D曲面极光玻璃材质和双摄像头为主打，在双摄像头方面则进行了技术升级。手机提供2倍变焦、暗光夜拍、人像模式的拍摄功能，官方宣称拍摄效果可达到单反相机所拍摄的效果。

## 发布
2017年6月12日晚，华为荣耀在上海召开发布会，正式发布华为荣耀9，发布会由华为荣耀总裁赵明主持。网络方面，此次发布会由爱奇艺进行直播。

## 特征

### 硬件
荣耀9在外观设计和制造工艺上，延续了荣耀8的思路，采用前后双玻璃、金属中框设计。在外观工艺上，荣耀9对其进行了升级，使用15层工艺的3D曲面极光玻璃，在灯光下可以显示出炫目效果。至于正面设计，荣耀9采用了与华为P10类似的指纹识别与Home键一体设计，是华为荣耀第一款采用正面指纹识别的手机；呼吸灯则采用隐藏式的设计，安置在听筒下方。保留了3.5mm耳机接口。
荣耀9采用5.15英寸1080p屏幕，搭载的处理器为麒麟960处理器，并提供3200mAh容量电池，支持18W快充技术。手机同时支持Wi-Fi+技术及Huawei Geo定位优化技术。
拍照方面，荣耀9摄像头依旧采用了纯平的设计，采用2000万黑白+1200万彩色变焦双摄像头，配备了双色温闪光灯。两个镜头焦距均为27mm，并且均拥有f/2.2大光圈，支持2倍变焦、人像模式、暗光夜拍、背景虚化提升的拍摄功能，官方宣称拍摄效果可达到单反相机所拍摄的效果。而前置摄像头像素为800万。此外，荣耀9内置AKM Hi-Fi芯片，采用华为自家的Histen音效算法，可提供环绕音效，以满足年轻用户对高品质音乐的需求。
荣耀9提供4种颜色供消费者选择，分别是魅海蓝、幻夜黑、琥珀金、海鸥灰，根据版本不同，有全网通标配版（4GB+64GB）、全网通高配版（6GB+64GB）、全网通尊享版（6GB+128GB）和中国移动4G+高配版 （6GB+64GB）四个版本。中国大陆地区售价方面，荣耀94GB+64GB版本售价为2299元人民币，6GB+64GB版为2699元人民币，6GB+128GB版为2999元人民币。

### 软件
荣耀9预装了基于Android 7.0 Nougat的Emotion UI 5.1系统。该系统提供了Android7.0的所有新特性，如分屏、多任务键快速切换应用、秒装应用等，还提供“负一屏”、学生模式、华为视频、荣耀阅读、安全支付等特色应用，同时集成了高铁模式、边界漫游优化、红包优化等功能。2018年7月29日起，荣耀9可升级至基于Android 8.0 Oreo的Emotion UI 8.0系统，该系统也应用到后来发布的荣耀9青春版上。2022年5月起，荣耀9可更新至华为自研操作系统，鸿蒙(Harmony OS)2.0

## 销售与推广
中国大陆地区方面，荣耀9于6月12日16:00开放预约，6月16日10:08正式上市销售，且仅限预约用户购买，之后每周二开放购买。该机开放预约的四天内，华为商城、京东商城、苏宁易购的总预约量达到了377万。而欧洲国家则于6月17日开启预售，6月30日正式发售。在中国大陆，胡歌为荣耀9的代言人。
7月11日，华为荣耀官方宣布，荣耀9上市28天后，全球出货量达到了100万台，打破了华为荣耀的销量新纪录。

## 评价
据Android Central报道称，华为荣耀9被该媒体评价为“价格不到400英镑，配置最好的手机”，该媒体也指出了荣耀9的缺点，如“背面玻璃可能会从平坦表面滑出”和“低光相机性能需要改进”；TechAdvisor评价称，荣耀9是“无可争议的、令人印象深刻的、价格无与伦比的手机”；Android Authority评价称“荣耀9是一款无限巧妙的智能手机”。新浪科技评价称荣耀9是“综合实力派”，并表示“颜值成为了附加项”。太平洋电脑网评价称“荣耀9是一款既能拼实力也能拼颜值的旗舰机型，它的3D曲面玻璃带来更好的手感，还拥有主流的硬件配置，并且在摄影和音效方面也有明显的突破。作为2299元起售的旗舰机型，荣耀9拥有较高的性价比”。